# Brandstätten (Gemeinde Taiskirchen)
Brandstätten ist eine Ortschaft im oberösterreichischen Innviertel und Teil der Gemeinde Taiskirchen im Innkreis im Bezirk Ried im Innkreis.

## Geschichte
Die erste urkundliche Erwähnung als Prantsteten findet sich in der „Grenz-, Güter- und Volksbeschreibung des Landgerichts Schärding“ und stammt aus dem Jahr 1433.

## Wirtschaft
In der Ortschaft gibt es ein Sägewerk und eine Schottergrube mit einer Abbaufläche von 19 ha (Stand 2013).